# Хаскел (Арканзас)
Хаскел (енгл. Haskell) град је у америчкој савезној држави Арканзас.

## Демографија
По попису из 2010. године број становника је 3.990, што је 1.345 (50,9%) становника више него 2000. године.
| Група             | 2000.         | 2010.         |
| Белци             | 2.337 (88,4%) | 3.517 (88,1%) |
| Афроамериканци    | 232 (8,8%)    | 263 (6,6%)    |
| Азијати           | 6 (0,2%)      | 15 (0,4%)     |
| Хиспаноамериканци | 36 (1,4%)     | 114 (2,9%)    |
| Укупно            | 2.645         | 3.990         |